# 泉港区
泉港区是福建省泉州市下辖的一个市辖区。原属惠安县，1996年设肖厝经济开发区，2000年正式从惠安县划出，成立泉港区。东南濒临湄洲湾，南与惠安县毗邻，西南与洛江区相连，西北及北面同莆田市仙游县接壤。规划建设中的现代化石化港口城市，福建省石化工业的龙头地区，其辖区内的天然良港－係泉州新港，故取区名为“泉港区”，区人民政府驻山腰街道錦鏽街。

## 语言
泉港区的方言有：
- 闽南语泉漳片泉州话海口腔：通行于山腰街道、前黄镇大部、峰尾镇西部和涂岭镇东部。
- 闽南语泉漳片泉州话府城腔：通行于涂岭镇大部。
- 闽南语泉漳片头北话：通行于南埔镇、后龙镇、峰尾镇大部、前黄镇东端和涂岭镇东北端。又稱下路話。
- 莆仙语顶路话：通行于界山镇、涂岭镇北端和南埔镇施厝村。

## 地理
地处闽东南的中间地带，距台湾基隆港174海里，距高雄194海里，324国道、福厦高速公路贯穿全区，漳泉肖铁路直达港区，交通条件十分便捷。此地北上福州可达浙沪、南下厦门可出粤赣，乘火车经鹰厦铁路可通全国各地，海上船运可直达沿海各港口、臺灣及亚太地区。

## 行政区划
泉港区下辖1个街道办事处、6个镇：
山腰街道、南埔镇、界山镇、后龙镇、峰尾镇、前黄镇和涂岭镇。

## 人口
根據第七次全国人口普查數據，截至2020年11月1日零時，泉港區常住人口為354296人。

### 交通
- 海：肖厝港
- 陸：編號為G15福厦高速公路（沈海高速公路福建段）、G324国道；福厦铁路、鹰厦铁路、漳泉肖铁路
- 空：北有福州长乐国际机场（相距約139到154公里），南有泉州晋江机场（相距約68公里）

## 教育、文化和卫生
现有小学96所，中学22所；在校学生8万多人，教师4000多人。福州大学泉港校区位于境内，有福州大学化工学院和福州大学至诚学院的部分专业入驻。
全区有文化娱乐场所130多个，民间职业剧团8个。
全区有医院6所。

## 支柱产业
- 国有山腰盐场
- 中国石化福建炼化公司
- 福建联合石化
- 福建石油化工集团有限责任公司
- 石材工艺厂、砂石厂（大理石、花崗岩）